# Кентікян Сюзанна Левонівна
Сюзанна (Сюзі) Левонівна Кентікян (вірм. Սուսաննա Լեվոնի ՔենթիկյանՍուսաննա Լեվոնի Քենթիկյան, нім. Susianna Kentikian, нар.. 11 вересня 1987, Єреван) — вірменська жінка-боксер, що виступала за Німеччину. Володарка титулів чемпіона світу з боксу в напівсередній вазі серед жінок-професіоналів за версіями WBA (2007—2012, 2013), WIBF (2007—2012, 2015—2016), WBO (2009—2012) і GBU (2015—2016)

## Біографія
Сюзанна Кентікян народилася в 1987 році у Вірменській РСР. На початку 1990-их після розвалу Радянського Союзу Вірменія перебувала в скрутному соціально-економічному становищі. В ситуації, що склалася у 1992 році, родина Кентикян приймає рішення покинути Батьківщину, на той момент Сьюзі було 5 років. Після імміграції періодично жила в Німеччині (Гамбург), претендуючи на статус біженця. У 2007 році завоювала чемпіонські титули провідних професійних боксерських організацій. У 2008 році отримала громадянство Німеччини.

## Фізичні дані
- Зріст Сюзанни Кентікян — 1,54 м[6].
- У 2008 році перед боєм з Шмулефельд-Фінер мала вагу 50,71 кг[7]

## Додаткові факти

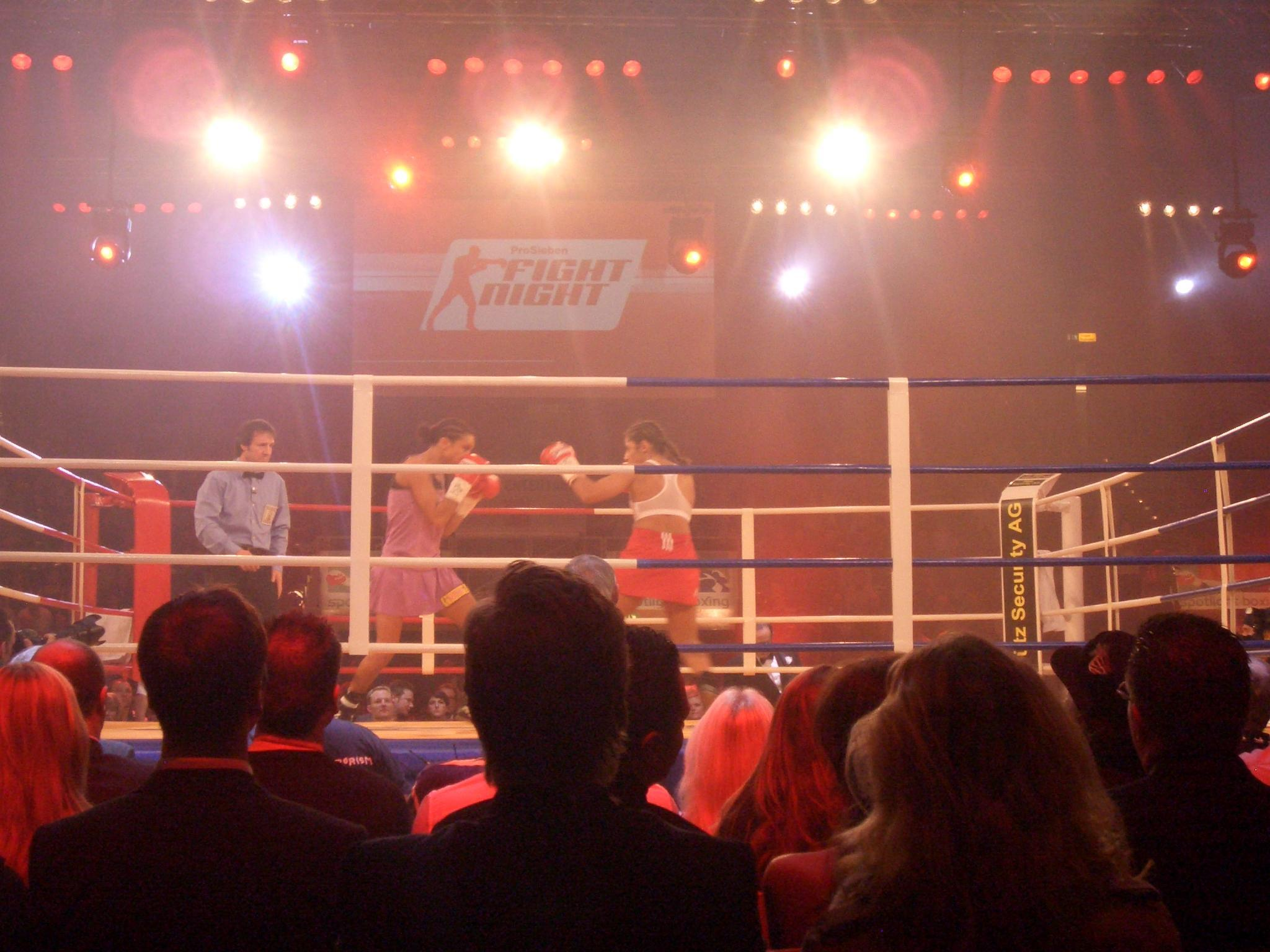

- Прізвисько «Killer Queen» (дослівно — «Королева-вбивця») запозичено з однойменної пісні рок-групи Queen. Під цю пісню Кентікян зазвичай виходить на ринг[8]
- 10 вересня 2009 року, перемігши за одноголосним рішенням суддів (98-92, 96-94, 97-93) німкеню турецького походження Юлію Сахін, Сюзі Кентикян успішно захистила титули WBA і WBIF в найлегшій вазі і додала до них вакантний титул WBO.
- Італійське видання Affaritaliani у березні 2010 року назвало Сюзанну Кентікян найсексуальнішою жінкою-боксером у світі[9].

## Результати боїв
| Бій | Дата              | Суперник                          | Судді                 | Місце бою                                               | Раундів | Результат | Додатково                 |
| --- | ----------------- | --------------------------------- | --------------------- | ------------------------------------------------------- | ------- | --------- | ------------------------- |
| 39  | 30 липня 2016     | Невенка Микулич (6-6-1)           | Мустафа Ерена         | Спортхалле, Альстердорф (Гамбург), Німеччина            | 10      | Перемога  | UD 99-91, 99-92, 100-90   |
| 38  | 2 жовтня 2015     | Сюзана Крус Перес (17-6-0)        | Джузеппе Квартароне   | Інзельпаркхалле, Гамбург-Вільгельмсбург, Німеччина      | 10      | Перемога  | UD 97-93, 98-92, 97-93    |
| 37  | 8 листопада 2014  | Наоко Фудзіока (12-0-0)           | Стефано Кароцца       | Porsche-Arena, Штутгарт, Німеччина                      | 10      | Перемога  | UD 96-94, 97-93, 97-94    |
| 36  | 31 травня 2014    | Дан Бі Кім (9-2-1)                | ЛАГС Умгар            | Königpalast, Крефельд, Німеччина                        | 10      | Перемога  | TKO9                      |
| 35  | 7 грудня 2013     | Сімона Галассі (19-2-1)           | Хесус Мората Гарсія   | Porsche-Arena, Штутгарт, Німеччина                      | 10      | Перемога  | UD 98½-94, 99-91½, 97-95½ |
| 34  | 6 липня 2013      | Карина Морено (23-5-0)            | Стефано Кароцца       | Westfalenhallen, Дортмунд, Німеччина                    | 10      | Перемога  | UD 96-94, 97-93, 97-93    |
| 33  | 1 лютого 2013     | border Саная Ях (7-0-0)           | Марк Нельсон          | ISS Dome, Дюссельдорф, Німеччина                        | 10      | Перемога  | UD 99-90½, 98-93, 97½-92  |
| 32  | 1 грудня 2012     | border Карина Морено (22-5-0)     | Хесус Мората Гарсія   | Бург-Вехтер Кастелло, Дюссельдорф, Німеччина            | 10      | Поразка   | SD 94-96, 94-96, 97-93    |
| 31  | 16 травня 2012    | border Мелісса Макморроу (6-3-3)  |                       | Бранденбург-Халле, Франкфурт-на-Одері, Німеччина        | 10      | Поразка   | MD 95-95, 94-96, 94-96    |
| 30  | 21 жовтня 2011    | Тірапорн Панніміт (14-4-0)        | Стефано Кароцца       | Бранденбург-Халле, Франкфурт-на-Одері, Німеччина        | 10      | Перемога  | UD 100-90, 100-90, 100-90 |
| 29  | 26 березня 2011   | Ана Аррасола (13-5-2)             |                       | Universum Gym, Вандсбек (Гамбург), Німеччина            | 10      | Перемога  | UD                        |
| 28  | 17 липня 2010     | Ар'їлі Мусіна (10-0-1)            | Джо Кортес            | Спортивний центр, Шверін, Німеччина                     | 10      | Нічия     | NC                        |
| 27  | 24 квітня 2010    | Надя Рауі (11-0-1)                | Пол Томас             | Спортхалле, Альстердорф (Гамбург), Німеччина            | 10      | Перемога  | SD 96-94, 95-96, 96-94    |
| 26  | 10 жовтня 2009    | Юлія Сахін (20-0-0)               | Даніель Ван де Вілі   | Штадтхалле, Росток, Німеччина                           | 10      | Перемога  | UD 98-92, 96-94, 97-93    |
| 25  | 4 липня 2009      | Кароліна Гутьєррес гайта (15-1-0) | Хесус Мората Гарсія   | Color Line Arena, Альтона (Гамбург), Німеччина          | 10      | Перемога  | UD 100-90, 100-90, 100-90 |
| 24  | 20 березня 2009   | border Олена Рейд (19-4-6)        | Андре Ван Гротенбрейл | Спортхалле, Альстердорф (Гамбург), Німеччина            | 10      | Перемога  | UD 100-90, 100-90, 100-91 |
| 23  | 5 грудня 2008     | Анастасія Токтаулова (13-9-0)     | Хесус Мората Гарсія   | Брандберг-Арена, Галле, Німеччина                       | 10      | Перемога  | UD 98-92, 99-92, 99-91    |
| 22  | 29 серпня 2008    | Хагар Шмоулефельд Файнер (17-6-3) | Даніель Ван де Вілі   | Бург-Вехтер Кастелло, Дюссельдорф, Німеччина            | 10      | Перемога  | UD 97-93, 98-92, 99-91    |
| 21  | 10 травня 2008    | border Мері Ортега (29-4-2)       | Андре Ван Гротенбрейл | Брандберг-Арена, Галле, Німеччина                       | 10      | Перемога  | ТКО1                      |
| 20  | 29 лютого 2008    | Сара Гудсон (26-15-1)             | Мікаель Хук           | Спортхалле, Альстердорф (Гамбург), Німеччина            | 10      | Перемога  | ТКО3                      |
| 19  | 7 грудня 2007     | Надя Хокма (10-5-1)               |                       | Спортхалле, Альстердорф (Гамбург), Німеччина            | 10      | Перемога  | UD 97-95, 96-94, 96-94    |
| 18  | 7 вересня 2007    | Шейні Мартін (8-3-0)              | Джузеппе Квартароне   | Бург-Вехтер Кастелло, Дюссельдорф, Німеччина            | 10      | Перемога  | ТКО3                      |
| 17  | 25 травня 2007    | Надя Хокма (9-4-1)                | Рафаель Рамос         | Fight Night Arena, Кельн, Німеччина                     | 10      | Перемога  | SD 97-93, 98-92, 93-97    |
| 16  | 30 березня 2007   | Марія Хосе Нуньєс (7-2-0)         |                       | Кельн-арена, Кельн, Німеччина                           | 10      | Перемога  | ТКО3                      |
| 15  | 16 лютого 2007    | Кароліна Альварес (8-0-1)         | Марк Нельсон          | Fight Night Arena, Кельн, Німеччина                     | 10      | Перемога  | ТКО9                      |
| 14  | 21 листопада 2006 | Майя Френцель (8-5-2)             | Йоахим Якобсен        | Universum Gym, Вандсбек (Гамбург), Німеччина            | 10      | Перемога  | ТКО4                      |
| 13  | 9 вересня 2006    | border Марібель Суріта (8-7-1)    | Манфред Кюхлер        | Бёрделандхалле, Магдебург, Німеччина                    | 10      | Перемога  | ТКО4                      |
| 12  | 25 липня 2006     | Даніела Граф (3-4-1)              | Йоахим Якобсен        | Спортшуле Саксенвальд, Аймсбюттель (Гамбург), Німеччина | 10      | Перемога  | UD 98-92, 98-92, 99-91    |
| 11  | 14 квітня 2006    | Євгенія Заблоцька (дебют)         |                       | Готель «Марітім», Магдебург, Німеччина                  | 6       | Перемога  | ТКО2                      |
| 10  | 14 січня 2006     | Еміліна Методієва (дебют)         |                       | Ballhaus-Arena, Ашерслебен, Німеччина                   | 6       | Перемога  | ТКО4                      |
| 9   | 13 грудня 2005    | Марія Кривошапкин (дебют)         |                       | Freizeit Arena, Зельден, Австрія                        | 6       | Перемога  | UD                        |
| 8   | 29 жовтня 2005    | Світла Таскова (4-11-1)           |                       | TURM ErlebnisCity, Оранієнбург, Німеччина               | 6       | Перемога  | ТКО2                      |
| 7   | 17 вересня 2005   | Рената Весецкая (2-6-0)           |                       | Харцландхалле, Ільзенбург, Німеччина                    | 6       | Перемога  | ТКО4                      |
| 6   | 2 липня 2005      | Симона Пенцакова (0-0-1)          |                       | Color Line Arena, Альтона (Гамбург), Німеччина          | 4       | Перемога  | ТКО2                      |
| 5   | 4 червня 2005     | Албена Ацева (дебют)              |                       | Ballhaus-Arena, Ашерслебен, Німеччина                   | 6       | Перемога  | ТКО2                      |
| 4   | 7 травня 2005     | Юлія Власенко (дебют)             |                       | Volkswagen Halle, Брауншвейг, Німеччина                 | 4       | Перемога  | ТКО3                      |
| 3   | 29 березня 2005   | Луція Горнакова (0-1-0)           |                       | Спортхалле, Вандсбек (Гамбург), Німеччина               | 4       | Перемога  | ТКО1                      |
| 2   | 26 лютого 2005    | Деббі Ломайєр (1-3-0)             |                       | Color Line Arena, Альтона (Гамбург), Німеччина          | 4       | Перемога  | КО1                       |
| 1   | 15 січня 2005     | Іліана Бонев (0-6-0)              |                       | Бёрделандхалле, Магдебург, Німеччина                    | 4       | Перемога  | UD                        |
| Бій | Дата              | Суперник                          | Судді                 | Місце бою                                               | раундів | Результат | Додатково                 |